# Заволжский художественно-краеведческий музей
Заво́лжский городско́й худо́жественно-краеве́дческий музе́й — музей в городе Заволжск Ивановской области, расположенный в бывшем особняке промышленников Бурнаевых-Курочкиных. Здание, построенное в 1907—1908 годах, является памятником архитектуры в стиле модерн с элементами эклектики и объектом культурного наследия регионального значения.

## История

### Особняк Бурнаевых-Курочкиных
Строительство особняка связано с деятельностью семьи промышленников Бурнаевых-Курочкиных — Алексея Ивановича и его сыновей Геннадия и Николая. Будучи крестьянами-старообрядцами из Романово-Борисоглебского уезда, они занимались производством химических удобрений с 1887 года. В 1907 году их фирма приобрела химический завод Философовых в Кинешемском уезде, рядом с которым и был возведён особняк для семьи.
После смерти Алексея Ивановича в 1913 году и его сына Николая в 1915 году, управление делами полностью перешло к Геннадию Алексеевичу. В 1915 году по заказу семьи архитектором В. А. Весниным был построен второй, неоклассический особняк, в котором ныне размещается Заволжский городской дом культуры.
Весной 1918 года завод был национализирован. Геннадий Алексеевич Бурнаев-Курочкин переехал в Москву, где работал в Центротуке ВСНХ, а затем на строительстве завода в Горьковской области, окончательно обосновавшись в Москве с 1923 года.

### История музея
После национализации особняк долгое время использовался не по назначению. В 1932 году здание было передано ремесленному училищу.
Формирование музейных коллекций в Заволжске началось в 1963 году, когда по инициативе директора Заволжского химического завода (ЗХЗ) В. Э. Рейнфарта в бывшей усадьбе «Погост» (родовом имении Ф. А. Бредихина) был создан общественный мемориальный музей, посвящённый учёному-астроному. В 1980-е годы экспозиция была обновлена, а в 1983 году на базе музея прошли Первые Бредихинские чтения.
В 1986 году в бывшем особняке Бурнаевых-Курочкиных открылись сразу два общественных музея: на втором этаже разместилась картинная галерея, созданная по инициативе народного художника России В. Н. Телина, а на первом — музей боевой и трудовой славы ЗХЗ. Таким образом, в городе одновременно существовало три общественных музея, принадлежавших химзаводу.
В 1994 году в усадьбе «Погост» произошёл пожар, уничтоживший здание музея Бредихина. Экспонаты удалось спасти и перевезти в здание картинной галереи. 16 ноября 2007 года все разрозненные коллекции были объединены в единое муниципальное учреждение культуры «Заволжский городской художественно-краеведческий музей». Музей ведёт активную научно-исследовательскую и просветительскую работу. Под руководством директора, кандидата исторических наук Светланы Вадимовны Касаткиной, на базе учреждения действует краеведческое общество и издаются труды по истории региона.

## Архитектура

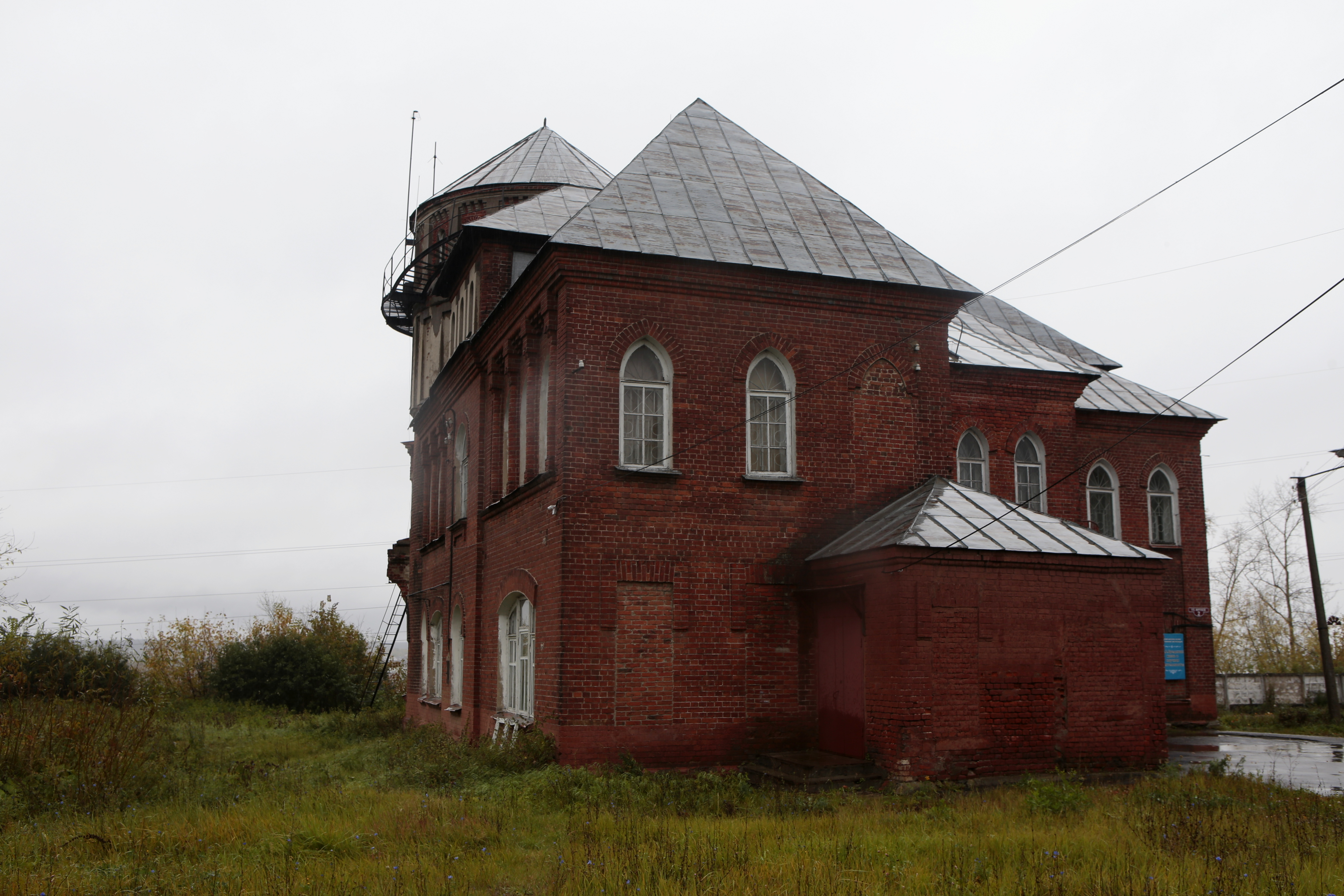
Боковой фасад

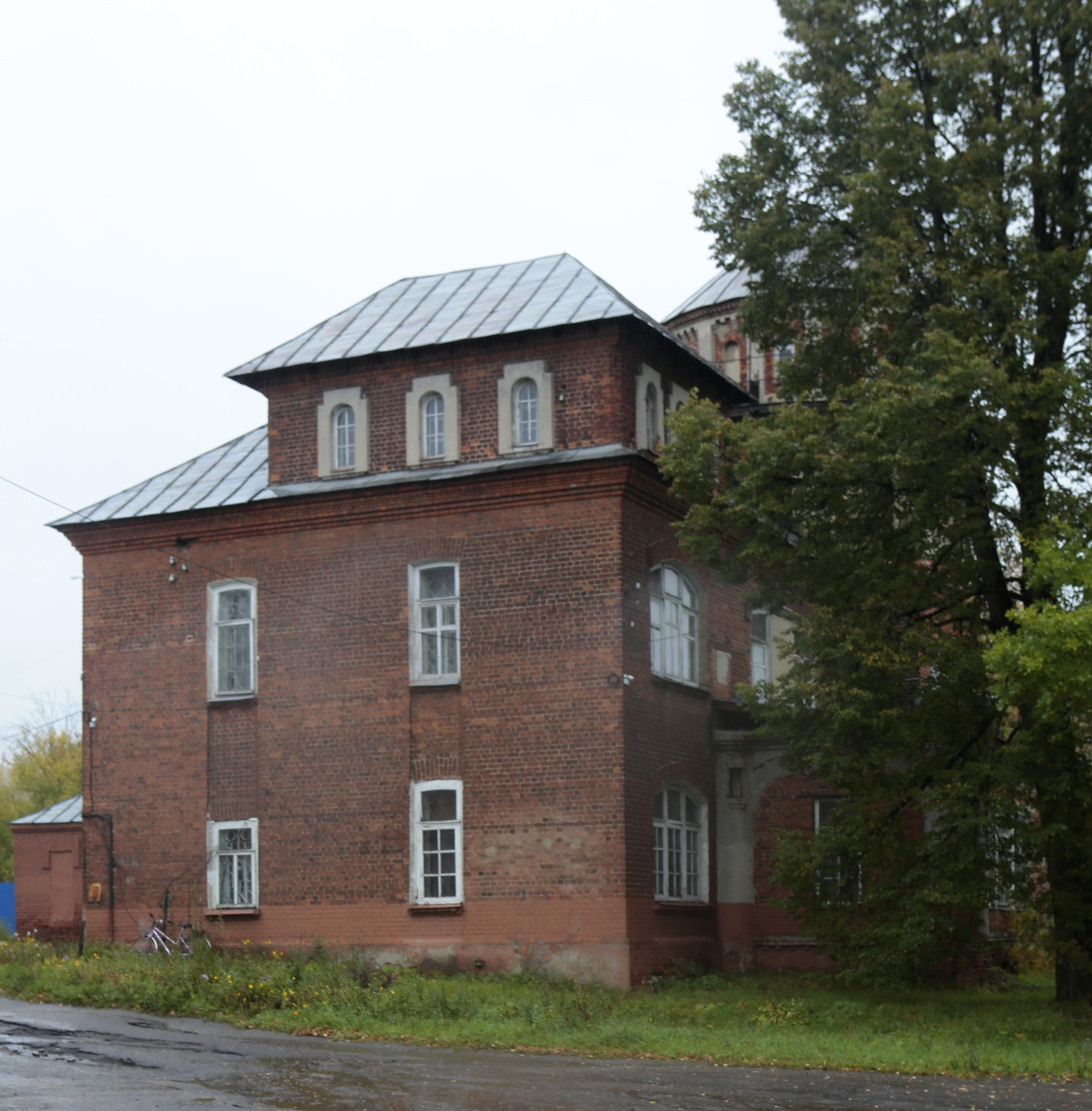
Фасад со двора

Здание является ярким образцом провинциальной архитектуры начала XX века, сочетая в себе черты модерна и эклектики с элементами «кирпичного стиля». Композиция асимметрична и построена на сочетании нескольких объёмов, сгруппированных вокруг высокой четырёхъярусной башни, которая служит архитектурной доминантой. Изначально башня была увенчана 11-метровым деревянным шатром, утраченным в советское время; сохранившаяся крыша имеет высоту около 2,5 м.
В оформлении фасадов использован красный кирпич. Декоративное убранство эклектично: применяются окна различных форм — стрельчатые, полуциркульные, прямоугольные. Окна второго этажа сгруппированы в нишах и обрамлены пилястрами, карнизы украшены дентикулами. В зависимости от формы проёмов, наличники выполнены лучковыми, стрельчатыми или полукруглыми. Асимметрия композиции подчёркивается разновысотными объёмами и пристроенной верандой.
Из оригинальных элементов интерьера сохранилась парадная лестница на первом этаже. Помещения башни в настоящее время не используются.

## Коллекции и фонды
Музейный фонд насчитывает более 7 тысяч единиц хранения. Коллекции сформированы на основе собраний общественных музеев города и разделены на два основных направления: художественное и краеведческое.

### Художественная коллекция
Основой художественной части фонда стали 126 произведений из народной картинной галереи, созданной в 1986 году по инициативе народного художника России В. Н. Телина. К настоящему времени коллекция расширилась до более чем 600 работ 220 авторов.
В собрании представлена советская и российская реалистическая школа живописи. Среди авторов — художники из Москвы (Э. Г. Браговский, В. Г. Цыплаков), Костромы (А. П. Белых, В. А. Кутилин), Иванова (М. И. Малютин, Р. Ф. Михайлов), а также представители владимирской школы живописи (В. С. Егоров, В. Я. Юкин).
Коллекция графики включает офорты С. М. Никиреева, работы Б. Ф. Французова и ивановских художников Е. А. Грибова и В. В. Мезера. Собрание плаката отражает советскую эпоху работами О. Д. Маслякова и других авторов. Скульптурная часть представлена произведениями Ю. Л. Чернова, Д. Н. Тугаринова и других.

### Краеведческая коллекция
Краеведческие фонды сформированы из коллекций трёх бывших общественных музеев: музея Ф. А. Бредихина, музея истории Заволжского химического завода и музея крестьянского быта. Наиболее значительные части собрания:
- Документы и фотографии — самая многочисленная часть фонда, отражающая историю края с конца XIX века. Включает архивные документы о научной деятельности Ф. А. Бредихина, материалы по истории Заволжского химического завода (в том числе именные списки работников с начала XX века, личные дела), документы конференций «Бредихинские чтения».
- Предметы быта и этнографии — включает мебель, предметы крестьянского и мещанского быта, а также образцы народного творчества (дымковская и филимоновская игрушки, хохломская роспись, вышивка).
- Редкие книги — издания XIX и XX веков, в том числе научная литература по астрономии и естествознанию на русском, немецком и французском языках.
- Предметы истории техники — астрономические приборы конца XIX века, принадлежавшие Ф. А. Бредихину, и техника советского периода.
- Печатная продукция — периодические издания начала XX века, открытки, а также подшивка заводской газеты «Химик» за 1956—2001 годы.
- Нумизматика, фалеристика и филателия — коллекция включает значки советского периода, юбилейные медали и почтовые марки краеведческой тематики.